# Hoquei sobre gel als Jocs Olímpics d'Hivern de 1924
Als Jocs Olímpics d'Hivern de 1924 celebrats a la ciutat de Chamonix (França) es disputà una prova d'hoquei sobre gel en categoria masculina, sent la segona vegada que aquest esport participava en uns Jocs Olímpics. La competició tingué lloc entre els dies 28 de gener i 3 de febrer de 1924.

## Debut l'any 1920
La primera participació de l'hoquei sobre gel en uns Jocs Olímpics no fou en aquesta edició sinó que anteriorment havia participat dins el programa oficial dels Jocs Olímpics d'Estiu de 1920 realitzats a Anvers (Bèlgica). A partir de la realització específica dels Jocs Olímpics d'Hivern aquest esport, considerat com un esport d'hivern, passà a disputar-se en aquestes olimpíades.

## Comitès participants
Hi participaren un total de 82 competidors de 8 comitès nacionals diferents:
- Bèlgica (10)
- Canadà (9)
- Estats Units (9)
- França (12)
- Regne Unit (10)
- Suècia (10)
- Suïssa (11)
- Txecoslovàquia (11)

## Resum de medalles
| Prova            | Or | Argent | Bronze |
| Hoquei sobre gel | CanadàJack Cameron · Ernie Collett · Albert McCaffery · Harold McMunn · Dunc Munro · Beattie Ramsay · Cyril Slater · Hooley Smith · Harry Watson | Estats UnitsClarence Abel · Herbert Drury · Alphonse Lacroix · John Langley · John Lyons · Justin McCarthy · Willard Rice · Irving Small · Frank Synott | Regne UnitWilliam Anderson · Lorne Carr-Harris · Colin Carruthers · Eric Carruthers · Guy Clarkson · Ross Cuthbert · Geoffrey Holmes · Hamilton Jukes · Edward Pitblado · Blaine Sexton |

## Medaller
| Posició | País         | Or | Argent | Bronze | Total |
| 1       | Canadà       | 1  | 0      | 0      | 1     |
| 2       | Estats Units | 0  | 1      | 0      | 1     |
| 3       | Regne Unit   | 0  | 0      | 1      | 1     |
|         |              |    |        |        |       |
| Total   | Total        | 1  | 1      | 1      | 3     |

## Resultats

### Grup A
Els dos equips sombrejats passen a la ronda de medalles
| Equip          | J | G | P | GF | GC |
| -------------- | - | - | - | -- | -- |
| Canadà         | 3 | 3 | 0 | 85 | 0  |
| Suècia         | 3 | 2 | 1 | 18 | 25 |
| Txecoslovàquia | 3 | 1 | 2 | 14 | 41 |
| Suïssa         | 3 | 0 | 3 | 2  | 53 |

| 28 de gener | Suècia         | 9:0 (3:0,3:0,3:0)    | Suïssa         |
| 28 de gener | Canadà         | 30:0 (8:0,14:0,8:0)  | Txecoslovàquia |
| 29 de gener | Canadà         | 22:0 (5:0,7:0,10:0)  | Suècia         |
| 30 de gener | Canadà         | 33:0 (8:0,11:0,14:0) | Suïssa         |
| 31 de gener | Suècia         | 9:3 (5:1,1:1,3:1)    | Txecoslovàquia |
| 1 de febrer | Txecoslovàquia | 11:2 (4:0,3:2,4:0)   | Suïssa         |

### Grup B
Els dos equips sombrejats passen a la ronda de medalles
| Equip        | J | G | P | GF | GC |
| ------------ | - | - | - | -- | -- |
| Estats Units | 3 | 3 | 0 | 52 | 0  |
| Regne Unit   | 3 | 2 | 1 | 34 | 16 |
| França       | 3 | 1 | 2 | 9  | 42 |
| Bèlgica      | 3 | 0 | 3 | 8  | 45 |

| 28 de gener | Estats Units | 19:0 (9:0,6:0,4:0)  | Bèlgica      |
| 29 de gener | França       | 2:15 (1:5,1:3,0:7)  | Regne Unit   |
| 30 de gener | Regne Unit   | 19:3 (8:1,6:1,5:1)  | Bèlgica      |
| 30 de gener | França       | 0:22 (0:12,0:1,0:9) | Estats Units |
| 31 de gener | França       | 7:5 (3:3,3:1,1:1)   | Bèlgica      |
| 31 de gener | Estats Units | 11:0 (6:0,2:0,3:0)  | Regne Unit   |

### Ronda de medalles
Els resultats de cada grup són tinguts en compte en la ronda final.
| Equip        | J | G | P | GF | GC |
| ------------ | - | - | - | -- | -- |
| Canadà       | 3 | 3 | 0 | 47 | 3  |
| Estats Units | 3 | 2 | 1 | 32 | 6  |
| Regne Unit   | 3 | 1 | 2 | 6  | 33 |
| Suècia       | 3 | 0 | 3 | 3  | 46 |

| 1 de febrer | Canadà       | 19:2 (6:2,6:0,7:0) | Regne Unit   |
| 1 de febrer | Estats Units | 20:0 (5:0,7:0,8:0) | Suècia       |
| 2 de febrer | Regne Unit   | 4:3 (0:1,2:2,2:0)  | Suècia       |
| 3 de febrer | Canadà       | 6:1 (2:1,3:0,1:0)  | Estats Units |

## Classificació final
| Posició | País           | Jugadors |
| ------- | -------------- | --- |
| Or      | Canadà         | Jack Cameron, Ernie Collett, Duncan Munro, Beattie Ramsay, Harry Watson, Reginald Smith, Albert McCaffrey, Cyril Slater, Harold McMunn Entrenador: Frank Rankin                                      |
| Plata   | Estats Units   | Taffy Abel, Herbert Drury, Alphonse Lacroix, John Langley, John Lyons, Justin McCarthy, Willard Rice, Irving Small, Frank Synott                                                                     |
| Bronze  | Regne Unit     | William Anderson, Lorne Carr-Harris, Colin Carruthers, Eric Carruthers, Guy Clarkson, Ross Cuthbert, Geoffrey Holmes, Hamilton Jukes, Edward Pitblado, Blaine Sexton                                 |
| 4       | Suècia         | Ruben Allinger, Gustaf Johansson, Wilhelm Arwe, Helge Johansson, Eric Burman, Birger Holmqvist, Carl Josefsson, Ernst Karlberg, Nils Molander, Ejnar Olsson                                          |
| 5       | Txecoslovàquia | Jaroslav Stránský, Jaroslav Řezáč, Otakar Vindyš, Vilém Loos, Josef Šroubek, Jaroslav Jirkovský, Josef Maleček, Jan Fleischmann, Miloslav Fleischmann, Jan Palouš, Jan Krásl                         |
| 6       | França         | André Charlet, Pierre Charpentier, Jacques Chaudron, Raoul Couvert, Maurice del Valle, Alfred de Rauch, Albert Hassler, Charles Lavaivre, Bobby Monnard, Charles Payot, Philippe Payot, Léon Quaglia |
| 7       | Bèlgica        | Victor Verschueren, Paul Van den Broek, Henri Louette, Ferdinand Rudolph, François Franck, André Poplimont, Gaston Van Volxem, Philippe Van Volckxsom, Carlos Van den Driessche, Louis De Ridder     |
| 8       | Suïssa         | Bruno Leuzinger, Walter von Siebenthal, Donald Unger, Ernest Mottier, René Savoie, Marius Jaccard, Emil Filliol, Fred Auckenthaler, Emile Jacquet, Peter Müller, André Verdeil                       |